# Train de banlieue
 (juillet 2017).
Si vous disposez d'ouvrages ou d'articles de référence ou si vous connaissez des sites web de qualité traitant du thème abordé ici, merci de compléter l'article en donnant les références utiles à sa vérifiabilité et en les liant à la section « Notes et références ».
 (1er juillet 2017).

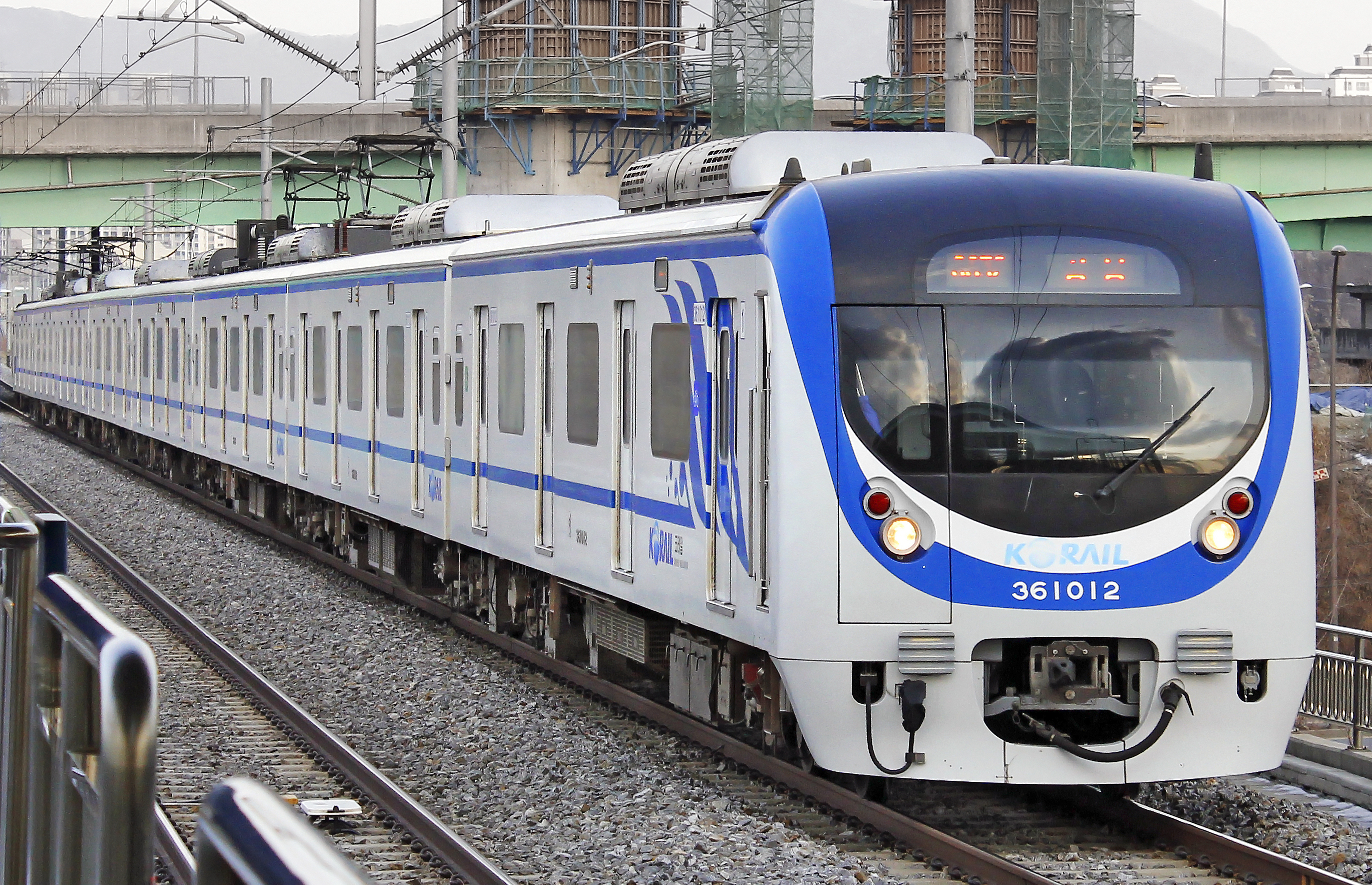
Train de banlieue à Séoul en Corée du Sud

Un train de banlieue ou train suburbain est un train de voyageurs qui est exploité en service cadencé dans les grandes agglomérations urbaines et leur périphérie. Il circule le plus souvent sur des lignes de chemin de fer dites radiales, qui relient le centre d'une métropole avec ses quartiers et villes périphériques en banlieue et plus rarement sur des lignes transversales (de banlieue à banlieue). Ces lignes sont caractérisées par leur longueur relativement courte (environ 50 km) et par la fréquence des points d'arrêts. Elles sont souvent, mais pas toujours, réservées à ce type de trafic (c'est par exemple le cas des lignes RER de la RATP). 
Ces trains jouent un rôle important dans la vie économique de l'agglomération car ils transportent un grand nombre de travailleurs selon un rythme dit « pendulaire », le matin de la périphérie vers le centre et le soir en sens inverse. De ce fait leur taux d'occupation moyen est faible (inférieur à 50 %), ce qui ne les empêche pas d'être souvent surchargés aux heures de pointe. Ces flux, de type radial, reflètent l'importance de la ville-centre, en même temps qu'ils la confortent.

## Liste de réseaux de trains de banlieue

### Afrique

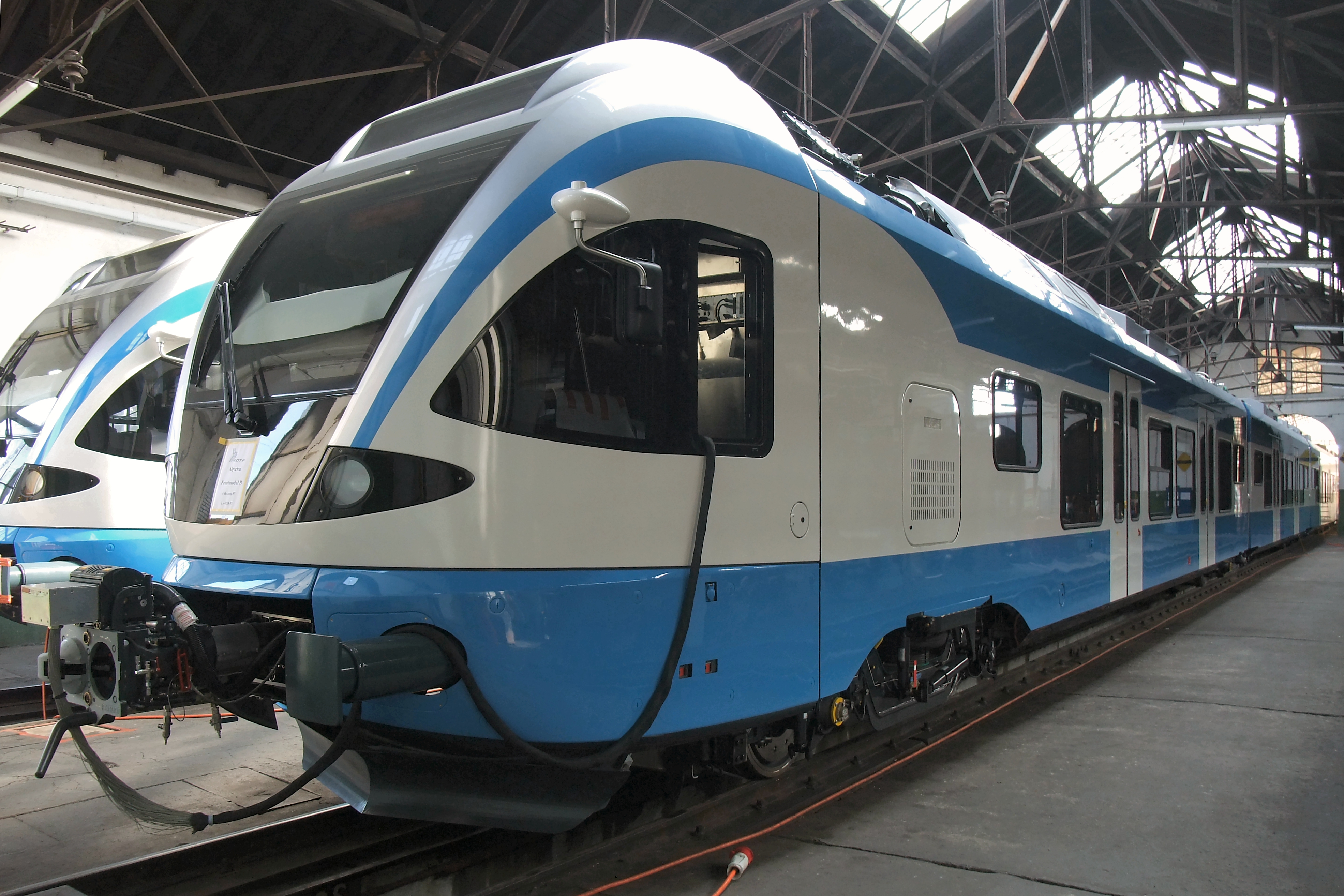
Un train de banlieue de la SNTF en Algérie.

| Pays           | Agglomération            | Opérateur                                              | Nom du réseau                              |
| -------------- | ------------------------ | ------------------------------------------------------ | ------------------------------------------ |
| Afrique du Sud | Durban                   |                                                        | Metrorail KwaZulu-Natal                    |
| Afrique du Sud | Le Cap                   |                                                        | Metrorail Western Cape                     |
| Afrique du Sud | Port Elizabeth           |                                                        | Metrorail Eastern Cape                     |
| Afrique du Sud | Johannesbourg + Pretoria |                                                        | Metrorail Gauteng                          |
| Algérie        | Alger                    | Société nationale des transports ferroviaires (SNTF)   | Réseau ferré de la banlieue d'Alger        |
| Algérie        | Oran                     | Société nationale des transports ferroviaires (SNTF)   | Réseau de lignes de banlieue d'Oran        |
| Algérie        | Constantine              | Société nationale des transports ferroviaires (SNTF)   | Réseau de ligne de banlieue de Constantine |
| Algérie        | Annaba                   | Société nationale des transports ferroviaires (SNTF)   | Réseau de ligne de banlieue d'Annaba       |
| Kenya          | Nairobi                  |                                                        | Trains de banlieue de Nairobi              |
| Maroc          | Casablanca               | Office national des chemins de fer (ONCF)              | Al Bidaoui                                 |
| Maroc          | Rabat                    | Office national des chemins de fer (ONCF)              | Le Bouregreg                               |
| Sénégal        | Dakar                    |                                                        | Train express régional Dakar-AIBD          |
| Tunisie        | Tunis                    | Société des transports de Tunis (STT)                  | TGM                                        |
| Tunisie        | Tunis                    | Société nationale des chemins de fer tunisiens (SNCFT) | Ligne de la banlieue sud de Tunis          |
| Tunisie        | Sousse                   | Société nationale des chemins de fer tunisiens (SNCFT) | Métro du Sahel                             |

### Amérique du Nord

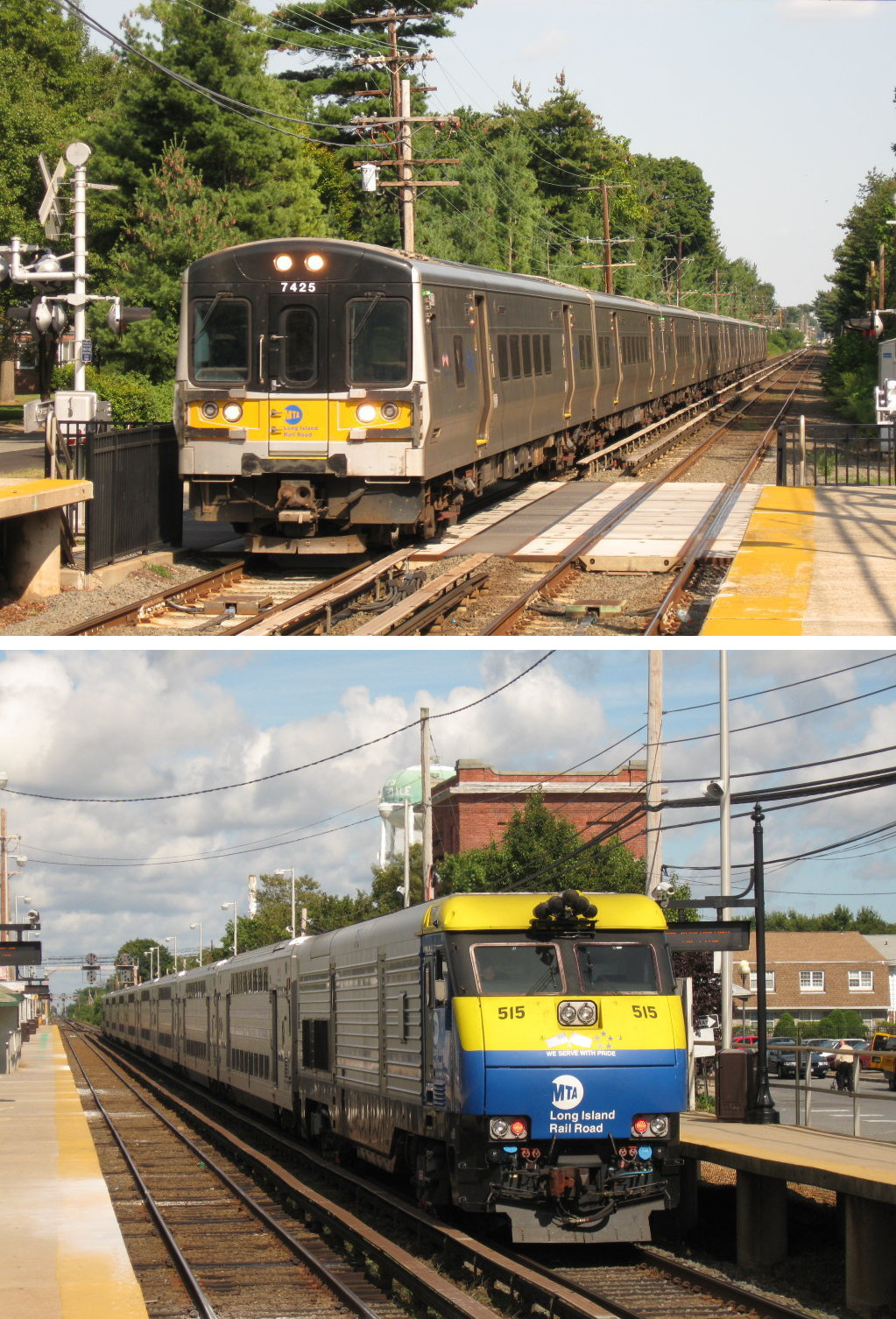
Trains de banlieue de New York

| Pays       | Agglomération                                       | Opérateur                                                               | Nom du réseau                            |
| ---------- | --------------------------------------------------- | ----------------------------------------------------------------------- | ---------------------------------------- |
| Canada     | Montréal                                            | Projetco                                                                | Réseau express métropolitain de Montréal |
| Canada     | Montréal                                            | exo (Réseau de Transport Métropolitain)                                 | Trains de banlieue de Montréal           |
| Canada     | Toronto                                             | GO Transit                                                              | GO Train                                 |
| Canada     | Vancouver                                           | TransLink                                                               | West Coast Express                       |
| États-Unis | Albuquerque                                         | New Mexico Rail Runner Express                                          | N.A.                                     |
| États-Unis | Boston                                              | MBTA Commuter Rail                                                      | N.A.                                     |
| États-Unis | Chicago                                             | Metra                                                                   | N.A.                                     |
| États-Unis | De Downtown Chicago à South Bend                    | Northern Indiana Commuter Transportation District                       | South Shore Line                         |
| États-Unis | Dallas et Fort Worth                                | Trinity Railway Express (TRE)                                           | N.A.                                     |
| États-Unis | Los Angeles                                         | Metrolink                                                               | N.A.                                     |
| États-Unis | Miami, Fort Lauderdale et Palm Beach                | South Florida Regional Transportation Authority                         | Tri-Rail                                 |
| États-Unis | Minneapolis                                         | Northstar Commuter Rail                                                 | N.A.                                     |
| États-Unis | Nashville                                           | Regional Transportation Authority                                       | Music City Star Commuter Rail            |
| États-Unis | New York et Long Island                             | Metropolitan Transportation Authority (MTA)                             | Long Island Railroad (LIRR)              |
| États-Unis | New York, État de New York et Connecticut           | Metropolitan Transportation Authority (MTA)                             | Metro-North Railroad                     |
| États-Unis | New York/New Jersey                                 | New Jersey Transit (NJ Transit)                                         | New Jersey Transit Rail Operations       |
| États-Unis | Philadelphie                                        | Southeastern Pennsylvania Transportation Authority (SEPTA)              | SEPTA Regional Rail                      |
| États-Unis | Portland                                            | TriMet                                                                  | Westside Express Service (WES)           |
| États-Unis | Salt Lake City                                      | Utah Transit Authority                                                  | Front Runner North                       |
| États-Unis | San Diego                                           | North County Transit District                                           | Coaster, Sprinter                        |
| États-Unis | Région de la baie de San Francisco                  | Altamont Commuter Express (ACE)                                         | N.A.                                     |
| États-Unis | péninsule de San Francisco et vallée de Santa Clara | Caltrain                                                                | N.A.                                     |
| États-Unis | Seattle                                             | Sound Transit                                                           | Sounder Commuter Rail                    |
| États-Unis | Washington D.C. et Baltimore                        | Maryland Transit Administration                                         | MARC Commuter Rail                       |
| États-Unis | Washington D.C. et Virginia                         | Virginia Rail Express                                                   | N.A.                                     |
| Mexique    | Mexico                                              | Ferrocarril Suburbano de la Zona Metropolitana del Valle de México (es) | N.A.                                     |

### Amérique centrale et du Sud
| Pays       | Agglomération         | Opérateur                                  | Nom du réseau                              | Nombre de lignes |
| ---------- | --------------------- | ------------------------------------------ | ------------------------------------------ | ---------------- |
| Argentine  | Buenos Aires          |                                            | Transports urbains du Grand Buenos Aires   | 8                |
| Argentine  | Neuquén (ville)       |                                            | Tren del Valle (es)                        |                  |
| Brésil     | Rio de Janeiro        |                                            | Trains de banlieue de Rio de Janeiro       | 8                |
| Brésil     | São Paulo             | Companhia Paulista de Trens Metropolitanos |                                            | 7                |
| Chili      | Santiago              |                                            | Metrotren (es)                             | 2                |
| Chili      | Valparaíso            |                                            | Métro de Valparaíso                        | 1                |
| Chili      | Temuco                |                                            | Train de l'Araucanie                       | 2                |
| Costa Rica | San José (Costa Rica) |                                            | Réseau des trains interurbains de San José | 3                |

### Asie
| Pays         | Agglomération  | Opérateur                   | Nom du réseau                                             | Nombre de lignes |
| ------------ | -------------- | --------------------------- | --------------------------------------------------------- | ---------------- |
| Azerbaïdjan  | Bakou          |                             | Réseau de l'Abşeron (az)                                  | 1                |
| Chine        | Canton (Chine) |                             | Réseau interurbain du delta de la rivière des Perles (zh) | 7                |
| Chine        | Pékin          |                             | Trains urbains de Pékin (zh)                              | 4                |
| Chine        | Wuhan          |                             | trains urbains de Wuhan (zh)                              | 4                |
| Chine        | Zhengzhou      |                             | Trains urbains des Plaines centrales (zh)                 |                  |
| Corée du Sud | Séoul          | Korail                      | AREX                                                      |                  |
| Inde         | Bombay         |                             | Chemin de fer suburbain de Bombay                         |                  |
| Inde         | Calcutta       |                             | Trains suburbains de Calcutta (en)                        |                  |
| Inde         | Delhi          |                             | Trains suburbains de Delhi (en)                           |                  |
| Inde         | Pune           |                             | Trains suburbains de Pune (en)                            | 2                |
| Inde         | Madras         |                             | Trains suburbains de Madras (en)                          |                  |
| Inde         | Lucknow        |                             | Trains de banlieue de Lucknow                             |                  |
| Indonésie    | Jakarta        | PT KAI Commuter Jabodetabek | KAI Commuter Jabodetabek                                  | 6                |
| Malaisie     | Kuala Lumpur   |                             | KTM Komuter                                               | 5                |
| Japon        | Tokyo          | JR East                     |                                                           |                  |
| Japon        | Tokyo          | Tōbu                        |                                                           |                  |
| Japon        | Keihanshin     | JR West                     | Réseau urbain                                             | 16               |
| Thaïlande    | Bangkok        |                             | MRT (Bangkok)                                             |                  |
| Turquie      | Ankara         |                             | Başkentray (tr)                                           |                  |
| Turquie      | Istanbul       |                             | Marmaray                                                  |                  |
| Turquie      | Izmir          |                             | İZBAN (tr)                                                |                  |
| Turquie      | Gaziantep      |                             | Gaziray (tr)                                              |                  |

### Europe
| Pays               | Agglomération                 | Opérateur                                                                                             | Nom du réseau                                                                     | Nombre de lignes |
| ------------------ | ----------------------------- | --- | --------------------------------------------------------------------------------- | ---------------- |
| Allemagne          | Berlin                        | Deutsche Bahn                                                                                         | S-Bahn de Berlin                                                                  | 16               |
| Allemagne          | Brême                         | NordWestBahn (Transdev)                                                                               | S-Bahn de Brême                                                                   | 4                |
| Allemagne          | Cologne                       | Deutsche Bahn                                                                                         | S-Bahn de Cologne (de)                                                            | 4                |
| Allemagne          | Dresde                        | Deutsche Bahn                                                                                         | S-Bahn de Dresde                                                                  | 3                |
| Allemagne          | Francfort                     | Deutsche Bahn                                                                                         | S-Bahn Rhin-Main                                                                  | 9                |
| Allemagne          | Hambourg                      | Deutsche Bahn                                                                                         | S-Bahn de Hambourg & AKN Eisenbahn                                                | 4                |
| Allemagne          | Hanovre                       | Deutsche Bahn                                                                                         | S-Bahn de Hanovre                                                                 | 9                |
| Allemagne          | Leipzig-Halle                 | Deutsche Bahn                                                                                         | S-Bahn de Leipzig-Halle                                                           | 12               |
| Allemagne          | Magdebourg                    | Deutsche Bahn                                                                                         | S-Bahn de Magdebourg (de)                                                         | 1                |
| Allemagne          | Mannheim-Heidelberg-Karlsruhe | Deutsche Bahn                                                                                         | S-Bahn Rhin-Neckar                                                                | 7                |
| Allemagne          | Munich                        | Deutsche Bahn                                                                                         | S-Bahn de Munich                                                                  | 8                |
| Allemagne          | Nuremberg                     | Deutsche Bahn                                                                                         | S-Bahn de Nuremberg                                                               | 5                |
| Allemagne          | Ruhr                          | Deutsche Bahn                                                                                         | S-Bahn Rhin-Ruhr                                                                  | 13               |
| Allemagne          | Rostock                       | Deutsche Bahn                                                                                         | S-Bahn de Rostock                                                                 | 3                |
| Allemagne          | Stuttgart                     | Deutsche Bahn                                                                                         | S-Bahn de Stuttgart                                                               | 7                |
| Autriche           | Tyrol                         | | S-Bahn du Tyrol                                                                   | 6                |
| Autriche           | Bludenz                       | | S-Bahn du Vorarlberg                                                              | 6                |
| Autriche           | Graz                          | Chemins de fer fédéraux autrichiens (ÖBB)                                                             | S-Bahn de Styrie                                                                  | 11               |
| Autriche           | Linz                          | | S-Bahn de Haute-Autriche                                                          | 5                |
| Autriche           | Klagenfurt                    | | S-Bahn de Carinthie                                                               | 5                |
| Autriche           | Vienne                        | Chemins de fer fédéraux autrichiens (ÖBB)                                                             | S-Bahn de Vienne                                                                  | 10               |
| Belgique           | Bruxelles                     | SNCB                                                                                                  | RER bruxellois (Réseau S)                                                         | 13               |
| Belgique           | Anvers                        | SNCB                                                                                                  | RER anversois (Réseau S)                                                          | 3                |
| Belgique           | Liège                         | SNCB                                                                                                  | Train S Liège (Réseau S)                                                          | 4                |
| Belgique           | Gand                          | SNCB                                                                                                  | Train S Gand (Réseau S)                                                           | 3                |
| Belgique           | Charleroi                     | SNCB                                                                                                  | Train S Charleroi (Réseau S)                                                      | 4                |
| Biélorussie        | Minsk                         | | Lignes suburbaines de Minsk (be)                                                  | 3                |
| Croatie            | Zagreb                        | Hrvatske željeznice                                                                                   | Trains suburbains de Zagreb (hr)                                                  | 1                |
| Croatie            | Split                         | Hrvatske željeznice                                                                                   | Train de banlieue de Split                                                        | 1                |
| Danemark           | Copenhague                    | Danske Statsbaner                                                                                     | S-tog                                                                             | 7                |
| Danemark           | Aalborg                       | | Aalborg Nærbane                                                                   | 1                |
| Espagne            | Barcelone                     | Renfe Operadora / Chemins de fer de la généralité de Catalogne (FGC)                                  | Rodalia de Barcelone/Rodalies de Catalogne                                        | 21               |
| Espagne            | Madrid                        | Renfe Operadora                                                                                       | Cercanías Madrid                                                                  | 10               |
| Espagne            | Pays basque                   | Eusko Trenbideak S.A.                                                                                 | Euskotren Trena                                                                   | 8                |
| Estonie            | Tallinn                       | Elron                                                                                                 | Elektriraudtee                                                                    | 5                |
| Finlande           | Helsinki                      | VR-Yhtymä Oy                                                                                          | Transport ferroviaire de la banlieue d'Helsinki                                   | 13               |
| Finlande           | Tampere                       | VR-Yhtymä Oy                                                                                          | Transport ferroviaire de la banlieue de Tampere                                   | 2                |
| France             | Paris                         | Régie autonome des transports parisiens (RATP) / Société nationale des chemins de fer français (SNCF) | RER d'Île-de-France et Transilien                                                 | 15               |
| France             | Strasbourg                    | Société nationale des chemins de fer français (SNCF)                                                  | REME de Strasbourg                                                                | 3                |
| France             | Annemasse, Genève             | Société nationale des chemins de fer français (SNCF) / Chemins de fer fédéraux suisses (CFF)          | RER franco-valdo-genevois « Léman Express »                                       | 6                |
| France             | Lyon                          | Société nationale des chemins de fer français (SNCF)                                                  | RER lyonnais (en construction) + Réseau périurbain tram-train de l'Ouest lyonnais |                  |
| France             | Bordeaux                      | Société nationale des chemins de fer français (SNCF)                                                  | RER métropolitain de Bordeaux (en construction)                                   | 3                |
| France             | Toulouse                      | Société nationale des chemins de fer français (SNCF)                                                  | Réseau ferroviaire de Toulouse                                                    | 6                |
| France             | Nantes                        | Société nationale des chemins de fer français (SNCF)                                                  | Réseau périurbain tram-train de Nantes                                            | 2                |
| France             | Toulon                        | Société nationale des chemins de fer français (SNCF)                                                  | Réseau express régional toulonnais (en construction)                              | -                |
| Grèce              | Athènes                       | | Proastiakos d'Athènes (el)                                                        | 5                |
| Grèce              | Thessalonique                 | | Train de banlieue de Thessalonique                                                | 3                |
| Grèce              | Patras                        | | Train de banlieue de Patras                                                       | 2                |
| Hongrie            | Budapest                      | Budapesti Közlekedési Központ Zrt. (BKK)                                                              | Train suburbain de Budapest (BHÉV)                                                | 5                |
| Irlande            | Cork                          | | Réseau des trains suburbains de Cork                                              |                  |
| Irlande            | Dublin                        | | Dublin Area Rapid Transit                                                         |                  |
| Irlande            | Dublin                        | Trains_suburbains_de_Dublin                                                                           |                                                                                   |                  |
| Irlande            | Limerick                      | | Trains suburbains de Limerick (en)                                                |                  |
| Italie             | Bari                          | | Service ferroviaire métropolitain de Bari                                         | 2                |
| Italie             | Bologne                       | | Service ferroviaire suburbain de Bologne                                          | 8                |
| Italie             | Messine                       | | Ligne ferroviaire de Messine                                                      | 1                |
| Italie             | Milan                         | | Service ferroviaire suburbain de Milan                                            | 11               |
| Italie             | Naples                        | Trenitalia + Ente Autonomo Volturno                                                                   | Service ferroviaire métropolitain de Naples                                       | 10               |
| Italie             | Palerme                       | | Service ferroviaire métropolitain de Palerme                                      | 2                |
| Italie             | Rome                          | | Service ferroviaire suburbain de Rome                                             | 11               |
| Italie             | Turin                         | | Service ferroviaire métropolitain de Turin                                        | 7                |
| Norvège            | Bergen (Norvège)              | | Vossebanen (en)                                                                   | 2                |
| Norvège            | Oslo                          | | Trains de banlieue d'Oslo                                                         | 8                |
| Norvège            | Trondheim                     | | RER de Trondheim (no)                                                             | 5                |
| Pologne            | Gdansk                        | | PKP Szybka Kolej Miejska w Trójmieście                                            |                  |
| Pologne            | Cracovie                      | | Réseau express régional de Cracovie                                               | 3                |
| Pologne            | Varsovie                      | | Szybka Kolej Miejska                                                              | 4                |
| Pologne            | Varsovie                      | | Warszawska Kolej Dojazdowa                                                        | 2                |
| Pologne            | Poznań                        | | Réseau régional de Poznan                                                         | 5                |
| Portugal           | Lisbonne                      | | CP Urbanos de Lisboa                                                              | 4                |
| Portugal           | Lisbonne                      | | Fertagus                                                                          | 1                |
| Portugal           | Coimbra                       | | CP Urbanos de Coimbra                                                             | 1                |
| Portugal           | Porto                         | | CP Urbanos de Porto                                                               | 4                |
| République tchèque | Brno                          | | Réseau régional de Moravie du sud                                                 | 18               |
| République tchèque | Ostrava                       | České dráhy                                                                                           | Esko Moravie et Silésie                                                           | 27               |
| République tchèque | Prague                        | České dráhy                                                                                           | Esko Prague                                                                       | 30               |
| Royaume-Uni        | Belfast                       | | Réseau des trains suburbains de Belfast                                           | 3                |
| Royaume-Uni        | Liverpool                     | | Merseyrail                                                                        | 2                |
| Royaume-Uni        | Londres                       | Thameslink                                                                                            | Thameslink                                                                        | 8                |
| Royaume-Uni        | Londres                       | Arriva Rail London                                                                                    | London Overground                                                                 | 9                |
| Russie             | Moscou                        | | Chemins de fer de Moscou (ru)                                                     | 13               |
| Russie             | Moscou                        | | Diamètres centraux de Moscou                                                      | 4                |
| Russie             | Nijni Novgorod                | | Réseau express régional de Nijni Novgorod                                         | 3                |
| Russie             | Oufa                          | | trains urbains d'Oufa (ru)                                                        | 1                |
| Suède              | Stockholm                     | Storstockholms Lokaltrafik                                                                            | Trains de banlieue de Stockholm                                                   | 5                |
| Suède              | Malmö                         | | Pågatågen                                                                         | 7                |
| Suisse             | Zurich                        | CFF, BDWM, FB, SOB, SZU, Thurbo                                                                       | S-Bahn Zürich                                                                     | 33               |
| Suisse             | Saint-Gall                    | AB, SOB, Thurbo                                                                                       | S-Bahn St. Gallen                                                                 | 20               |
| Suisse             | Lucerne                       | CFF, BLS, Zb                                                                                          | S-Bahn Luzern                                                                     | 14               |
| Suisse             | Berne                         | BLS, RBS                                                                                              | S-Bahn Bern                                                                       | 13               |
| Suisse             | Lausanne                      | CFF                                                                                                   | RER vaudois                                                                       | 11               |
| Suisse             | Bâle                          | CFF, SBB GmbH (D), SNCF Mobilités, DB Regio                                                           | RER trinational de Bâle                                                           | 8                |
| Suisse             | Fribourg                      | TPF, CFF                                                                                              | RER Fribourg                                                                      | 9                |
| Suisse             | Aarau                         | CFF, AAR                                                                                              | S-Bahn Aargau                                                                     | 7                |
| Suisse             | Annemasse, Genève             | CFF, SNCF                                                                                             | Léman Express                                                                     | 6                |
| Suisse             | Bellinzone, Lugano            | FLP, TiLo                                                                                             | Rete celere del Canton Ticino                                                     | 8                |
| Suisse             | Zoug                          | CFF                                                                                                   | Stadtbahn Zug                                                                     | 2                |
| Ukraine            | Kiev                          | | Train urbain électrifié de Kiev                                                   | 1                |

### Océanie
| Pays             | Agglomération | Opérateur | Nom du réseau                   | Nombre de lignes |
| ---------------- | ------------- | --------- | ------------------------------- | ---------------- |
| Australie        | Melbourne     |           | Train de banlieue de Melbourne  | 16               |
| Australie        | Brisbane      |           | Train de banlieue de Brisbane   | 12               |
| Australie        | Adélaïde      |           | Train de banlieue d'Adélaïde    | 6                |
| Australie        | Perth         |           | Train de banlieue de Perth      | 5                |
| Nouvelle-Zélande | Auckland      | AT Metro  | Train de banlieue d'Auckland    | 4                |
| Nouvelle-Zélande | Wellington    |           | Train de banlieue de Wellington | 5                |